# Trichogramma polychrosis
Trichogramma polychrosis är en stekelart som beskrevs av Chen och Pang Xiong-fei 1981. Trichogramma polychrosis ingår i släktet Trichogramma och familjen hårstrimsteklar. Inga underarter finns listade i Catalogue of Life.